# Eusebio Calzada
General Eusebio Calzada fue un militar mexicano que participó en la Revolución mexicana. Nació en Saltillo, Coahuila, el 14 de octubre de 1870. Se unió al movimiento constitucionalista primero y optó por el villismo después de la Convención de Aguascalientes, obtuvo el grado de general cuando Francisco Villa lo llamó para darle el mando de todos los trenes militares de la División del Norte, alcanzando la celebridad por momentos en las batallas en las que transportó a gran parte de las fuerzas y municiones villistas. 